# 恩司特韦

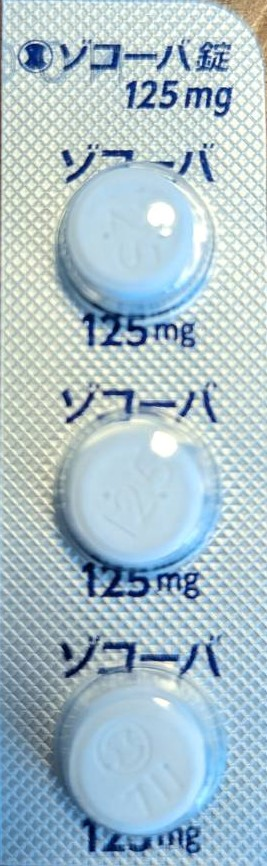
恩司特韦。日本吸塑包装。

恩司特韦（代号：S-217622，商品名：Xocova）是盐野义制药公司与北海道大学合作开发的一种抗病毒药物，可作为口服活性3C样蛋白酶抑制剂，用于治疗COVID-19感染。它是口服的，并且已经成功地针对最近出现的奥米克戎变体进行了测试。

## 历史
它已进入III期临床试验。据报道，日本政府正在考虑允许盐野木在最后的试验步骤完成之前申请医疗用途的批准，这可能会加快上市销售。这种有条件的早期批准系统此前已在日本用于加速其他针对 COVID-19的抗病毒药物的上市进程，包括瑞德西韦和莫努匹韦。在一项针对428名患者的研究中，病毒载量降低，但症状并未显着减轻。
如果获得批准，它将成为第一个治疗COVID-19的日本国产药丸，也是第三个在日本获得批准的药丸。2022年2月，该公司向日本监管机构寻求紧急批准。
盐野义制药公司宣布，他们已达成初步协议，一旦该药物获得批准，将向日本政府供应100万剂。这位首席执行官表示，他们有能力每年生产1000万剂。